# Gare d'Anderlecht
La gare d'Anderlecht est une gare située sur la ligne 50C dans la commune bruxelloise d'Anderlecht, à proximité immédiate de la station de métro CERIA. Elle a été mise en service officiellement le 13 décembre 2020.
C'est une halte voyageurs de la SNCB, desservie par des trains Suburbains (S3 et S8).

## Histoire
La ligne directe de Bruxelles-Midi à Denderleeuw et Gand-Saint-Pierre est inaugurée en 1923-1933 et ne comprend alors aucune station intermédiaire en dehors de celles situées sur les lignes préexistantes auxquelles elle se connecte.
Dans le cadre du réseau express régional bruxellois (RER), il était prévu d'ouvrir dans ce quartier une station « Anderlecht ». La SNCB décida en 2013 que cette gare serait incluse dans le plan d'investissements pour les années à venir. Le gros œuvre en fut déjà effectué entre 2010 et 2016 à l'occasion de la mise à quatre voies de la ligne 50A par l'ajout de deux voies latérales appelées « ligne 50C » entre Bruxelles et Denderleeuw. L'achèvement de la gare RER aurait dû commencer en 2017, mais au lieu de commencer les travaux à cette date, il fut annoncé que la gare ouvrirait en 2020.
La gare a ouvert officiellement le 13 décembre 2020. Dans un premier temps, ce sont les trains du service S3 Zottegem – Bruxelles – Termonde qui y marquent l’arrêt, à cadence horaire tous les jours, pour voir en décembre 2021 la cadence portée du lundi au vendredi à la demi-heure grâce au prolongement de trains S8 Louvain-la-Neuve - Bruxelles-Midi en direction de Zottegem.

## Répartition des voies
Comme seuls quelques trains s'arrêtent dans cette gare, tandis que la plupart la traversent à pleine vitesse, les quais sont placés à l'extérieur des quatre voies, de sorte que les voies extérieures (ligne 50C, voies « lentes ») sont à quai tandis que les voies intérieures (ligne 50A, voies « rapides ») sont sans quai.
| Voie | Type                   | Direction                                                       |
| ---- | ---------------------- | --------------------------------------------------------------- |
| 1    | à quai                 | S3 / S8 vers Bruxelles – Termonde / Louvain-la-Neuve            |
| 2    | sans quai (sans arrêt) | IC vers Bruxelles – Louvain – Liège / Hasselt                   |
| 3    | sans quai (sans arrêt) | IC vers Alost – Gand-Saint-Pierre / Courtrai / Bruges / Ostende |
| 4    | à quai                 | S3 / S8 vers Denderleeuw – Zottegem                             |

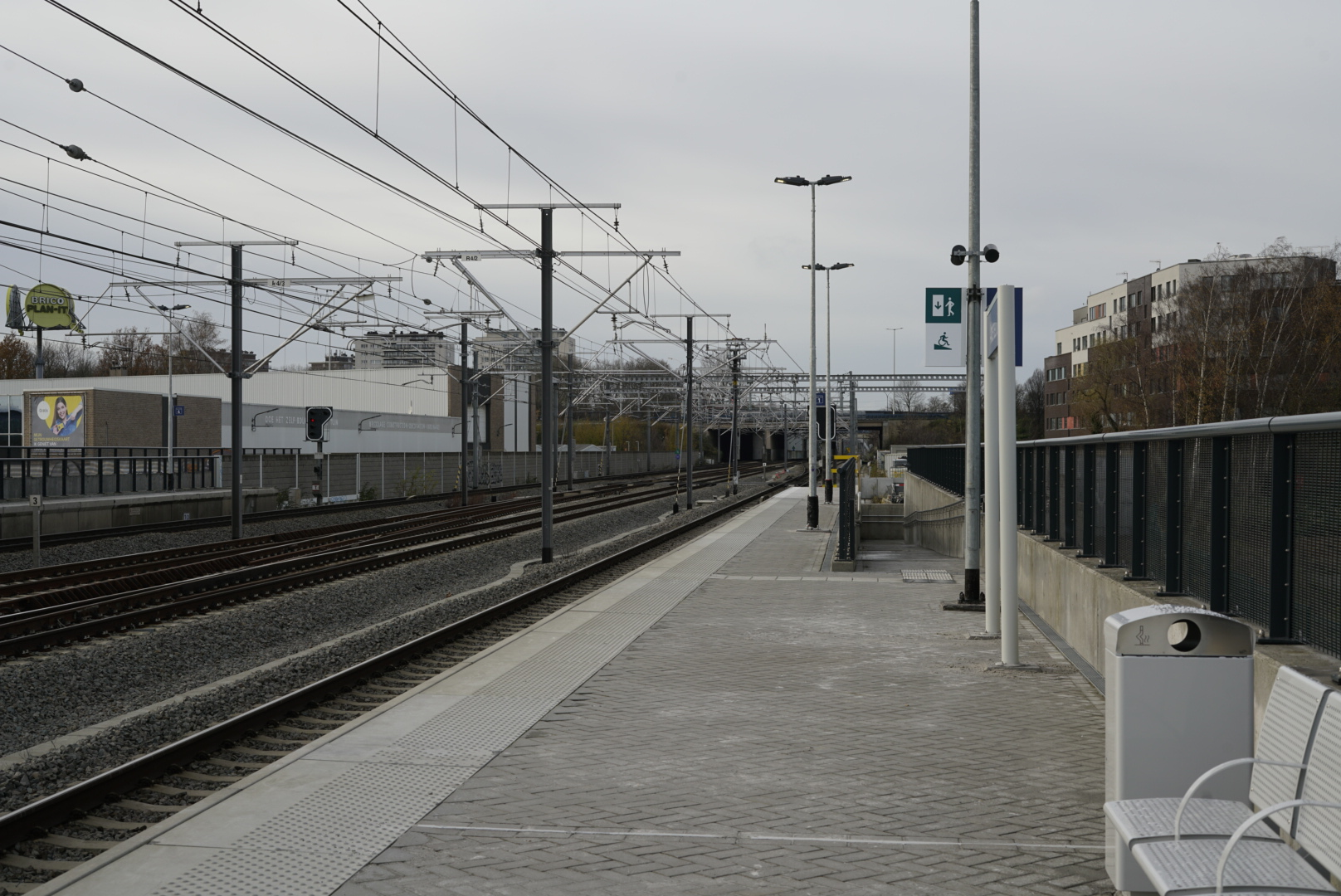
Vue de la voie 1 de la gare Anderlecht vers Denderleeuw.

Sur la photo ci-dessus on peut voir que seules les voies 1 et 4 possèdent des quais pour les trains S, les voies centrales étant réservées aux trains rapides.
Exceptionnellement, en cas de fermeture pour travaux de la gare de Bruxelles-Midi, la gare d'Anderlecht peut servir d'arrêt (ou de terminus) pour des trains IC de la ligne 50A.

## Situation
La gare est située à proximité immédiate de la sortie 16 (Anderlecht / Leeuw-Saint-Pierre) du ring belge R0 (périphérique de Bruxelles) et d'un parc de dissuasion d'environ 1 350 places. La gare et la station de métro sont situées à côté du CERIA (Centre d'‍enseignement et de recherche des industries alimentaires et chimiques) qui dispense des cours de plein exercice et des cours pour adultes dans les domaines de l'agriculture, de l'alimentation et de l'hôtellerie. Sur la chaussée de Mons qui passe sous la gare, sont établis à distance à pied de la gare un magasin IKEA et un Brico.
Le quai vers Bruxelles est accessible par la rue Hoorickx qui longe le chemin de fer, non loin du quartier dit La Roue ; le quai vers Denderleeuw donne sur le magasin Brico Planit Anderlecht et sur la station de métro CERIA.

## Intermodalité
La gare est desservie, à la station CERIA (métro de Bruxelles), par la ligne 5 du métro de Bruxelles et par les lignes 73 et 75 des autobus de Bruxelles.
Les lignes R42, R53, R54, R55, R70, R71, 144 et 810 du réseau De Lijn desservent aussi la gare.
La gare est voisine d'un parking relais d'environ 1 350 places.

## Comptage voyageurs
Ce graphique et tableau montre le nombre de voyageurs embarquant en moyenne durant la semaine, le samedi et le dimanche.
| Nombre de passagers qui embarquent à la gare d`Anderlecht | Nombre de passagers qui embarquent à la gare d`Anderlecht | Nombre de passagers qui embarquent à la gare d`Anderlecht | Nombre de passagers qui embarquent à la gare d`Anderlecht |
|                                                           | Semaine                                                   | Samedi                                                    | Dimanche                                                  |
| --------------------------------------------------------- | --------------------------------------------------------- | --------------------------------------------------------- | --------------------------------------------------------- |
| 2019                                                      | -                                                         | -                                                         | -                                                         |
| 2020                                                      | -                                                         | -                                                         | -                                                         |
| 2021                                                      | -                                                         | -                                                         | -                                                         |
| 2022                                                      | 675                                                       | 229                                                       | 241                                                       |
| 2023                                                      | 699                                                       | 205                                                       | 164                                                       |
| 2024                                                      | 744                                                       | 264                                                       | 211                                                       |